# Flughafenschleife Frankfurt
| Am Tunnelportal zur Station Gateway Gardens, rechts der Rettungsplatz |                         |                                                                       |                                                                       |
| Streckennummer (DB): | 3683                    |                                                                       |                                                                       |
| Kursbuchstrecke (DB): | 645.8, 645.9            |                                                                       |                                                                       |
| Streckenlänge: | ca. 15 km               |                                                                       |                                                                       |
| Spurweite: | 1435 mm (Normalspur)    |                                                                       |                                                                       |
| Stromsystem: | 15 kV, 16,7 Hz ~        |                                                                       |                                                                       |
| Maximale Neigung: | ca. 36 ‰                |                                                                       |                                                                       |
| Streckengeschwindigkeit: | 120 km/h                |                                                                       |                                                                       |
| |                         |                                                                       |                                                                       |
| \| \| \| City-Tunnel von Frankfurt Süd bzw. Offenbach \| \| \| \| \| Frankfurt (Main) Hbf \| \| \| \| \| Frankfurt (Main) Hbf (tief) \| \| \| \| \| City-Tunnel \| \| \| \| \| Homburger Bahn, Main-Weser-Bahn nach Frankfurt West \| \| \| \| \| Bahnstrecke Frankfurt am Main–Heidelberg, Bahnstrecke Hanau–Frankfurt \| \| \| \| \| Güterstrecke \| \| \| \| \| Frankfurt (Main) Gutleuthof (Abzw) \| \| \| \| \| Taunus-Eisenbahn nach Frankfurt-Höchst \| \| \| \| 2,10 \| Frankfurt (Main) Kleyerstr. (Abzw) \| Frankfurt (Main) Kleyerstr. (Abzw) \| \| \| \| Main-Lahn-Bahn nach Frankfurt-Griesheim \| \| \| \| 3,293 \| Main \| Main \| \| \| 4,356 \| Frankfurt-Niederrad \| Frankfurt-Niederrad \| \| \| \| von Frankfurt (Main) Süd \| \| \| \| 6,151 \| Frankfurt am Main Stadion \| Frankfurt am Main Stadion \| \| \| \| nach Mannheim \| \| \| \| 7,400 \| Überwerfungsbauwerk \| Überwerfungsbauwerk \| \| \| 8,0+445,925 8,2+095,026 \| Überlänge 150,899 m \| Überlänge 150,899 m \| \| \| 8,455 \| \| \| \| \| 9,528 \| Frankfurt-Gateway Gardens (Hp Üst) \| Frankfurt-Gateway Gardens (Hp Üst) \| \| \| \| Frankfurt-Schwanheim Fernbahn (Abzw) \| \| \| \| \| Überwerfungsbauwerk (abgebrochen) \| \| \| \| \| Mainbahn nach Kelsterbach (s. u.) \| \| \| \| 9,00 \| Frankfurt-Schwanheim S-Bahn (Abzw) \| Frankfurt-Schwanheim S-Bahn (Abzw) \| \| \| 10,20 \| Flughafentunnel Frankfurt (2234 m) \| Flughafentunnel Frankfurt (2234 m) \| \| \| 10,400 \| \| \| \| \| \| SFS von Frankfurt Hbf \| \| \| \| 11,360 \| Frankfurt am Main Flughafen Regionalbf \| Frankfurt am Main Flughafen Regionalbf \| \| \| \| Frankfurt am Main Flughafen Fernbahnhof \| \| \| \| 12,485 \| Flughafentunnel Frankfurt (2234 m) \| Flughafentunnel Frankfurt (2234 m) \| \| \| 12,515 \| SFS nach Köln \| SFS nach Köln \| \| \| \| Mainbahn von Frankfurt am Main Stadion (s. o.) \| \| \| \| 15,80 \| Kelsterbach \| Kelsterbach \| \| \| \| Mainbahn nach Raunheim \| \| \| \| \| \| \| \| Quellen: [4][5][6] \| \| \| \| |                         |                                                                       |                                                                       |
| Strecke (im Tunnel) |                         | City-Tunnel von Frankfurt Süd bzw. Offenbach                          | City-Tunnel von Frankfurt Süd bzw. Offenbach                          |
| Strecke (im Tunnel) · Kopfbahnhof Streckenanfang |                         | Frankfurt (Main) Hbf                                                  | Frankfurt (Main) Hbf                                                  |
| S-Bahnhof (im Tunnel) · Strecke · Strecke |                         | Frankfurt (Main) Hbf (tief)                                           | Frankfurt (Main) Hbf (tief)                                           |
| Tunnelende · Strecke · Strecke |                         | City-Tunnel                                                           | City-Tunnel                                                           |
| Abzweig geradeaus und nach rechts · Abzweig geradeaus und nach rechts · Strecke |                         | Homburger Bahn, Main-Weser-Bahn nach Frankfurt West                   | Homburger Bahn, Main-Weser-Bahn nach Frankfurt West                   |
| Strecke · Abzweig geradeaus und nach links · Kreuzung geradeaus unten |                         | Bahnstrecke Frankfurt am Main–Heidelberg, Bahnstrecke Hanau–Frankfurt | Bahnstrecke Frankfurt am Main–Heidelberg, Bahnstrecke Hanau–Frankfurt |
| Kreuzung geradeaus unten · Kreuzung geradeaus unten · Kreuzung geradeaus unten |                         | Güterstrecke                                                          | Güterstrecke                                                          |
| Strecke · Strecke · Blockstelle |                         | Frankfurt (Main) Gutleuthof (Abzw)                                    | Frankfurt (Main) Gutleuthof (Abzw)                                    |
| Kreuzung geradeaus unten · Kreuzung geradeaus unten · Abzweig geradeaus und nach rechts |                         | Taunus-Eisenbahn nach Frankfurt-Höchst                                | Taunus-Eisenbahn nach Frankfurt-Höchst                                |
| Blockstelle · Strecke · Strecke | 2,10                    | Frankfurt (Main) Kleyerstr. (Abzw)                                    | Frankfurt (Main) Kleyerstr. (Abzw)                                    |
| Abzweig geradeaus und nach rechts · Abzweig geradeaus, von links und von rechts · Strecke nach rechts |                         | Main-Lahn-Bahn nach Frankfurt-Griesheim                               | Main-Lahn-Bahn nach Frankfurt-Griesheim                               |
| Brücke über Wasserlauf · Brücke über Wasserlauf | 3,293                   | Main                                                                  | Main                                                                  |
| S-Bahnhof · S-Bahnhof | 4,356                   | Frankfurt-Niederrad                                                   | Frankfurt-Niederrad                                                   |
| Strecke · Abzweig geradeaus, nach links und von links |                         | von Frankfurt (Main) Süd                                              | von Frankfurt (Main) Süd                                              |
| S-Bahnhof · Bahnhof | 6,151                   | Frankfurt am Main Stadion                                             | Frankfurt am Main Stadion                                             |
| Strecke · Abzweig geradeaus und nach links |                         | nach Mannheim                                                         | nach Mannheim                                                         |
| Abzweig ehemals geradeaus und nach links · Kreuzung geradeaus unten · Strecke von rechts | 7,400                   | Überwerfungsbauwerk                                                   | Überwerfungsbauwerk                                                   |
| Strecke (außer Betrieb) · Strecke · Kilometer-Wechsel | 8,0+445,925 8,2+095,026 | Überlänge 150,899 m                                                   | Überlänge 150,899 m                                                   |
| Strecke (außer Betrieb) · Strecke · Tunnelanfang | 8,455                   |                                                                       |                                                                       |
| Strecke (außer Betrieb) · Strecke · S-Bahn-Halt (im Tunnel) | 9,528                   | Frankfurt-Gateway Gardens (Hp Üst)                                    | Frankfurt-Gateway Gardens (Hp Üst)                                    |
| Strecke (außer Betrieb) · ehemalige Blockstelle · Strecke (im Tunnel) |                         | Frankfurt-Schwanheim Fernbahn (Abzw)                                  | Frankfurt-Schwanheim Fernbahn (Abzw)                                  |
| Strecke nach halblinks (außer Betrieb) · Abzweig ehemals geradeaus und nach halbrechts · Strecke (im Tunnel) |                         | Überwerfungsbauwerk (abgebrochen)                                     | Überwerfungsbauwerk (abgebrochen)                                     |
| Strecke nach rechts und von halblinks · Abzweig geradeaus und von halbrechts (Strecke außer Betrieb) · Strecke (im Tunnel) |                         | Mainbahn nach Kelsterbach (s. u.)                                     | Mainbahn nach Kelsterbach (s. u.)                                     |
| Blockstelle (Strecke außer Betrieb) · Strecke (im Tunnel) | 9,00                    | Frankfurt-Schwanheim S-Bahn (Abzw)                                    | Frankfurt-Schwanheim S-Bahn (Abzw)                                    |
| Tunnelanfang (Strecke außer Betrieb) · Strecke (im Tunnel) | 10,20                   | Flughafentunnel Frankfurt (2234 m)                                    | Flughafentunnel Frankfurt (2234 m)                                    |
| Abzweig ehemals geradeaus und von links (im Tunnel) · Strecke nach rechts (im Tunnel) | 10,400                  |                                                                       |                                                                       |
| Strecke von links · Kreuzung mit oberirdischer Strecke (im Tunnel) |                         | SFS von Frankfurt Hbf                                                 | SFS von Frankfurt Hbf                                                 |
| Strecke · Bahnhof mit S-Bahn-Halt (im Tunnel) | 11,360                  | Frankfurt am Main Flughafen Regionalbf                                | Frankfurt am Main Flughafen Regionalbf                                |
| Bahnhof · Strecke (im Tunnel) |                         | Frankfurt am Main Flughafen Fernbahnhof                               | Frankfurt am Main Flughafen Fernbahnhof                               |
| Strecke · Tunnelende | 12,485                  | Flughafentunnel Frankfurt (2234 m)                                    | Flughafentunnel Frankfurt (2234 m)                                    |
| Strecke nach links · Kreuzung geradeaus unten | 12,515                  | SFS nach Köln                                                         | SFS nach Köln                                                         |
| Abzweig geradeaus und von rechts |                         | Mainbahn von Frankfurt am Main Stadion (s. o.)                        | Mainbahn von Frankfurt am Main Stadion (s. o.)                        |
| S-Bahnhof | 15,80                   | Kelsterbach                                                           | Kelsterbach                                                           |
| Strecke |                         | Mainbahn nach Raunheim                                                | Mainbahn nach Raunheim                                                |
| |                         |                                                                       |                                                                       |
| Quellen: |                         |                                                                       |                                                                       |

Die Flughafen-S-Bahn Frankfurt ist eine rund 15 Kilometer lange, zweigleisige und elektrifizierte Hauptbahn.
Die Strecke wurde in zwei Stufen zwischen 1968 und 1980 errichtet und wird seither überwiegend von der S-Bahn Rhein-Main befahren. 
In der zweiten Hälfte der 2010er Jahre wurde die östliche der beiden Abzweigungen von der Mainbahn etwa einen Kilometer weiter nach Osten verlegt zur Erschließung der neuen Station Gateway Gardens auf dem gleichnamigen Konversionsgelände. Die alte Trasse wurde anschließend abgetragen und die Fläche renaturiert.

## Verkehrslage
Die Flughafen-S-Bahn verbindet das S-Bahn-Netz der Stadt Frankfurt am Main ausgehend vom Frankfurter Hauptbahnhof mit dem Flughafen Frankfurt und Kelsterbach. Die Strecke verläuft bis auf den Bereich Flughafen, der in einem Tunnel liegt, oberirdisch.
Kernstück der Strecke ist ein rund 2,2 Kilometer langer Tunnel. Im zweigleisigen Bereich beträgt die Breite des Bauwerks 8,80 Meter und die Höhe über Schienenoberkante 5,50 Meter, der Gleismittenabstand liegt bei 4,00 Metern.
Ursprünglich war auch ein späterer Anschluss für ein Luftfrachtzentrum vorgesehen.
Gegenüber dem direkten Schienenweg von Frankfurt Stadion nach Kelsterbach bedeutet die Flughafenschleife einen Umweg von 2,1 Kilometer.

## Betrieb
Die S-Bahn-Strecke wird von den S-Bahn-Linien S8 und S9 und den Regional-Expresslinien RMV-Linie RE 2, 3 und 59 befahren. Die S-Bahnen fahren im Viertelstundentakt nach Wiesbaden Hauptbahnhof abwechselnd über Mainz Hauptbahnhof und Mainz-Kastel, sowie in Gegenrichtung nach Hanau Hauptbahnhof über den Tiefbahnhof des Frankfurter Hauptbahnhofs, den City-Tunnel Frankfurt und Offenbach und Offenbach Ost.
Die Regional-Expresszüge fahren stündlich wechselnd in Richtung Koblenz Hauptbahnhof (über Mainz Hauptbahnhof und Bingen (Rhein) Hauptbahnhof) bzw. Saarbrücken Hauptbahnhof (über Mainz Hauptbahnhof und Idar-Oberstein). In der Gegenrichtung verkehren die Regionalzüge nach Frankfurt (Main) Hauptbahnhof. Die Linie RE 59 fährt 2-stündlich über Frankfurt Süd – Frankfurt Ost – Maintal Ost – Hanau nach Aschaffenburg.

## Geschichte

### Hintergrund
Laut Angaben der Deutschen Bundesbahn (DB) von 1969 sei der Anschluss des Großflughafens Frankfurt am Main an das Schienennetz ein altes Anliegen der DB gewesen. Aus Mangel an Mitteln und der nur langsam wachsenden Einsicht von der Notwendigkeit der Maßnahme habe der Plan bis dahin jedoch keine Gestalt gewinnen können.
Mit dem Aufkommen der Strahlflugzeuge stieg zwischen 1965 und 1970 die Zahl der Flugbewegungen am Flughafen Frankfurt um 8 Prozent pro Jahr an, während die Zahl der Fluggäste durchschnittlich um 19 Prozent pro Jahr zunahm. 1971 überschritt der Flughafen die Marke von 10 Millionen Fluggästen. Für 1980 wurde mit 24 Millionen Fluggästen gerechnet, 1985 mit 30 Millionen. Prognosen erwarteten, dass etwa 30 bis 35 Prozent der Fluggäste und Beschäftigten die Flughafenbahn nutzen würden. Erwartet wurden zur Spitzenstunde, als Summe beider Richtungen, drei- bis viertausend Reisende. Die Prognosen wurden 1972 nach unten korrigiert, 1979 wurden 17,5 Millionen Fluggäste gezählt.

### Planung und Bau
Das Verkehrspolitische Programm der Bundesregierung von 1967 gab nach Angaben der Bundesbahn den entscheidenden Anstoß für die Planung und Finanzierung der Frankfurter Flughafenbahn. Im Juni 1968 erhielt die Bundesbahndirektion Frankfurt am Main den Planungsauftrag für die Flughafenbahn. Vorgesehen war eine 7,5 Kilometer lange Neubaustrecke mit einem etwa 1,5 Kilometer langen Tunnel. Insgesamt waren entlang der Strecke 17 neue Brücken vorgesehen.
Am 18. April 1969 schlossen die damalige Deutsche Bundesbahn und die Flughafengesellschaft FAG eine Finanzierungsvereinbarung über den Anschluss des Flughafens an das Bahnnetz.
Ende 1971 gab die Deutsche Bundesbahn bekannt, die Eröffnung der Flughafenbahn zumindest im Abschnitt zwischen Hauptbahnhof und Flughafen von Herbst 1972 auf Frühjahr 1972 vorzuverlegen. Die Gesamtlänge der Neubaustrecke, zwischen der Ausfädelung bei Frankfurt Sportfeld (heute Frankfurt Stadion) und der Einfädelung bei Kelsterbach, lag bei 7,5 Kilometern.
Nach dem Planungsstand von 1971 sollten zur Inbetriebnahme zwei Züge je Stunde und Richtung verkehren, nach dem Ausbau eigener S-Bahn-Gleise Richtung Frankfurt war ein 10-Minuten-Takt vorgesehen. Fernverkehrszüge sollten im Regelbetrieb nicht über den Flughafen geführt werden.
Die geschätzten Kosten des Vorhabens wurden im Vorentwurf von 1968 mit 94 Millionen DM und im Jahr 1971 mit rund 100 Millionen DM beziffert.

### Inbetriebnahme
Die Inbetriebnahme erfolgte am 14. März 1972. Im Sommerfahrplan 1972 verkehrten werktäglich 48 Nahverkehrszüge über die Eisenbahnstrecke. Aufgrund hoher Streckenauslastung zwischen der Abzweigstelle Schwanheim und Frankfurt (Main) Hauptbahnhof konnte zunächst kein Taktkonzept angeboten werden, es bestanden unregelmäßige Zeitlücken von bis zu 60 Minuten. Prognosen erwarteten die Notwendigkeit einer Leistungssteigerung ab spätestens 1978. Ein Angebot von sechs S-Bahn-Zügen pro Stunde und Richtung mit einem vertakteten Angebot wurde als erforderlich angesehen. Im August 1972 wurden werktäglich 12.500 Reisende pro Tag gezählt, im Sommer 1975 15.500.
Die Anbindung in Richtung Kelsterbach/Mainz fehlte zur Inbetriebnahme der ersten Baustufe noch. Ebenfalls endeten alle Züge vom Flughafen am Hauptbahnhof – die weitere Verlängerung in die Innenstadt stand aus.

### Zweite Baustufe
In einer zweiten Baustufe entstanden zwischen 1976 und 1979 eigene Gleise für den S-Bahn-Verkehr zwischen den Abzweigstellen Kleyerstraße und Schwanheim, mit einer neuen Brücke über den Main. Die 6,97 Kilometer lange S-Bahn-Neubaustrecke fädelt etwa zwei Kilometer westlich der Bahnhofshalle an der Abzweigstelle Kleyerstraße aus der Bahnstrecke Frankfurt–Eschhofen höhenfrei aus. Sie überquert anschließend auf zwei bis zu 36 Promille steilen Rampen mehrere Gleise. Sie verläuft dann über die Neue Niederräder Brücke und den Bahnhof Frankfurt-Niederrad bis kurz vor dem Bahnhof Stadion westlich der Bestandsgleise und im weiteren Verlauf bis zum Anschluss an die 1972 in Betrieb genommene Infrastruktur nördlich der Bestandsgleise. Im Bahnhof Sportfeld entstand im Zuge der Maßnahmen ein 210 Meter langer Bahnsteig.
Die Bauarbeiten wurden – drei Monate früher als zu Baubeginn geplant – abgeschlossen. Der fahrplanmäßige Betrieb wurde mit dem Winterfahrplanwechsel am 30. September 1979 aufgenommen. Da aus Sicht des Betriebsdienstes zu einem Winterfahrplanwechsel keine umfangreichen Fahrplanänderungen möglich gewesen seien, wurde der volle Betrieb am 1. Juni 1980 aufgenommen. Dabei wurde mit zwei S-Bahn-Linien (S14: Frankfurt–Mainz–Wiesbaden und S15: Hauptwache–Flughafen) ein Zehn-Minuten-Streckentakt mit 93 S-Bahn-Zügen pro Tag und Richtung angeboten. Die Reisezeit zwischen Flughafen und Hauptbahnhof wurde durch die neue Infrastruktur von 18 bis 20 auf 11 Minuten gesenkt.
Im Oktober 1975 wurde der zu Grunde liegende Vertrag über den „Ausbau der Flughafen-S-Bahn einschließlich einer zweiten Niederräder Brücke“ auf der Grundlage des Gemeindeverkehrsfinanzierungsgesetzes von 1972 vereinbart. Demnach übernahm der Bund 60 Prozent der zuwendungsfähigen Kosten des Nahverkehrsvorhabens, der Rest wurde vom Land Hessen finanziert. Die Deutsche Bundesbahn finanzierte die Kosten für zusätzliche S-Bahn-Triebzüge (Baureihe 420) und die Kosten für Planung und Bauüberwachung.
Ende 1979 wurden 20.000 Reisende pro Tag auf der Strecke gezählt.
Im Juli 2007 wurden die Gleisanlagen zwischen Stadion und Kelsterbach während einer dreiwöchigen Streckensperrung erneuert.

## Erweiterung „Gateway Gardens“
Vom 22. Februar 2016 bis zum Fahrplanwechsel am 15. Dezember 2019 entstand für 223 Millionen Euro eine neue Trasse zwischen dem Flughafenbahnhof und dem Bahnhof Stadion, um das Neubaugebiet Gateway Gardens an dessen nördlichem Rand anzubinden.

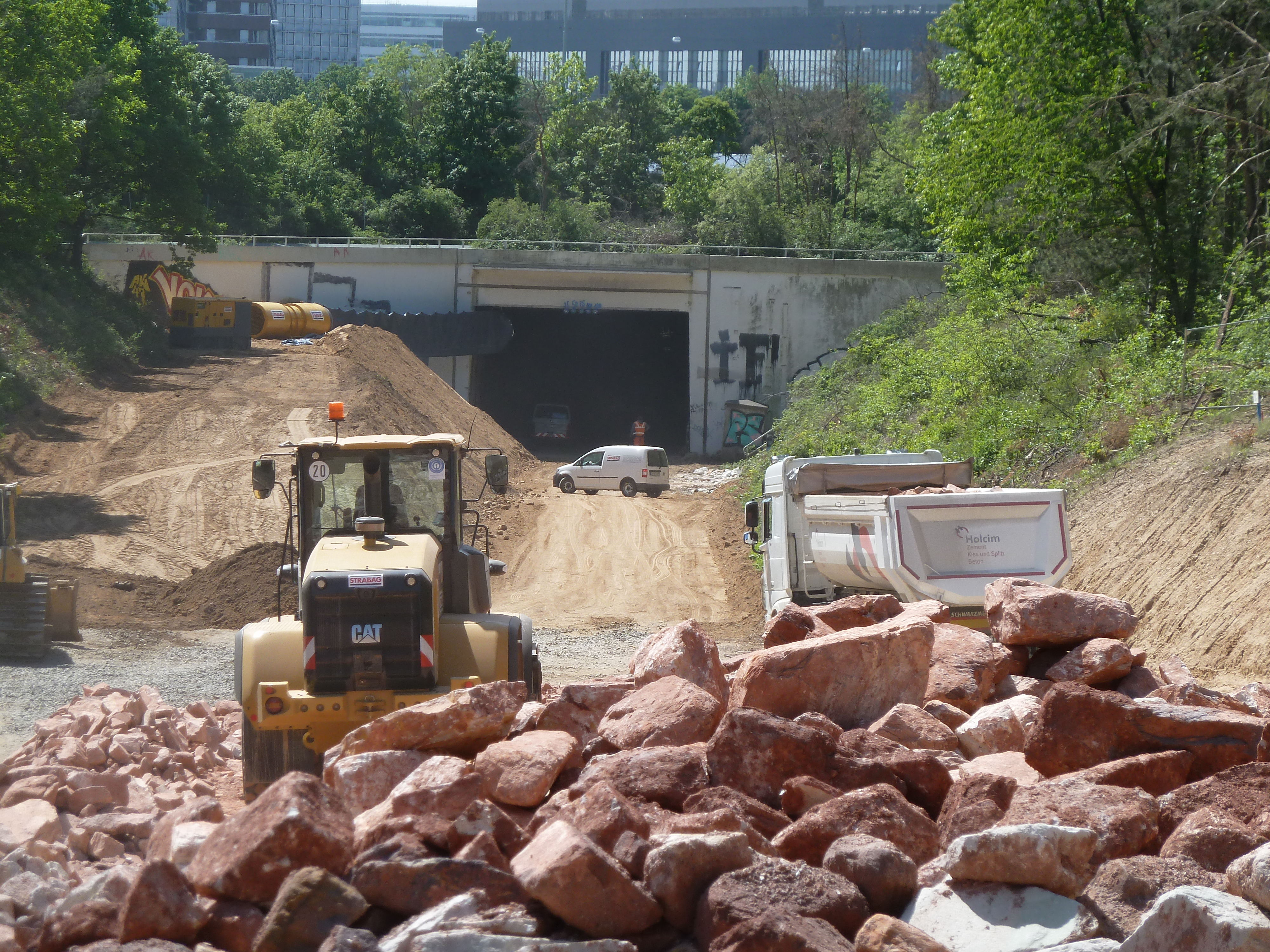
Rückbau am ursprünglichen Tunnelportal, Mai 2020

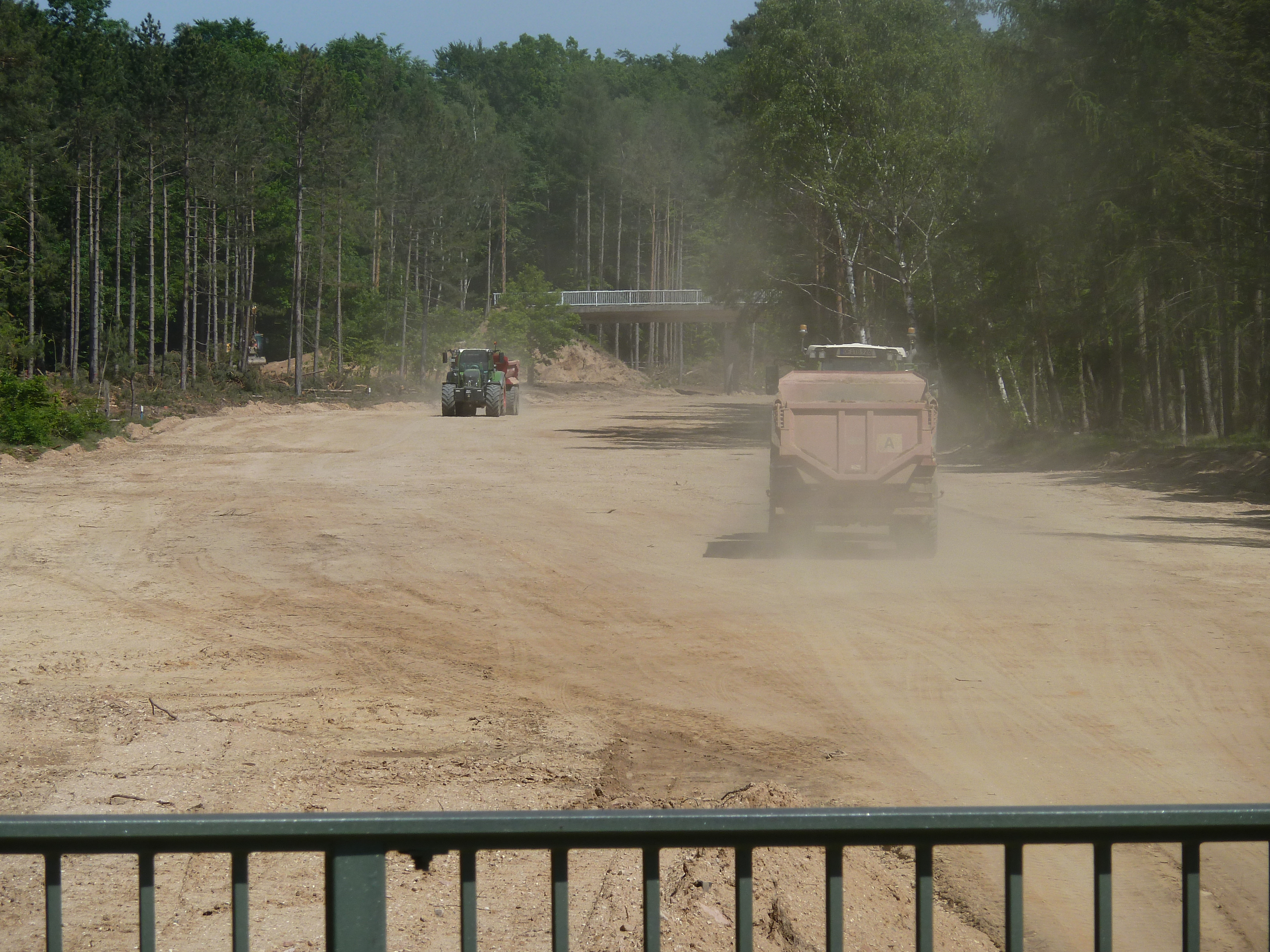
Rückbau der alten Trasse (Blickrichtung Norden), Mai 2020

Der neue Streckenabschnitt fädelt bei Streckenkilometer 6,645 mit Baukilometer 0,0 aus der Bestandsstrecke aus und überquert die Mainbahn auf einem neuen Überwerfungsbauwerk. Zwischen den Baukilometern 1,956 und 2,876 wurde ein zweigleisiger Tunnel errichtet, an den sich der neue unterirdische S-Bahnhof Gateway Gardens bis Baukilometer 3,188 anschließt. Im weiteren Verlauf setzt sich der Tunnel bis Baukilometer 3,870 fort. Mit Baukilometer 3,996 mündet die Strecke in Streckenkilometer 10,5 der Bestandsstrecke im bestehenden Tunnel ein. Der bereits vorhandene Flughafentunnel wurde in dem weiterverwendeten Abschnitt ertüchtigt. Die Bestandsstrecke wurde anschließend zwischen den Kilometern 6,8 und 10,5 einschließlich des Verbindungsgleises zur Mainbahn vollständig zurückgebaut.
Die Pläne wurden vom 13. August bis 12. September 2012 öffentlich ausgelegt. Es gingen drei Einwendungen ein, die am 18. Januar 2013 erörtert wurden. Im gleichen Jahr wurde ein Planergänzungsverfahren durchgeführt. Der Planfeststellungsbeschluss datiert auf den 31. Januar 2014. Seit Ende 2014 liefen vorbereitende Maßnahmen, die Anfang 2016 beendet wurden. Die Deutsche Bahn kündigte Mitte März 2014 an, das Vergabeverfahren für den Bau des 4,2 Kilometer Streckenabschnitts ab 15. September 2014 beginnen zu wollen. Jeweils etwa die Hälfte des neuen Streckenabschnitts sollen im Tunnel (offene Bauweise) und offen verlaufen.
Zum Fahrplanwechsel am 15. Dezember 2019 ging der Streckenabschnitt mit dem neuen Bahnhof in Betrieb. Vom 26. Oktober bis 14. Dezember 2019 wurden der Flughafen-Regionalbahnhof, Kelsterbach und Raunheim nicht angefahren. Die Züge hielten stattdessen im Flughafen-Fernbahnhof.
Mit der Inbetriebnahme wurde die zulässige Geschwindigkeit im östlichen Teil der Flughafenschleife von bislang zulässigen 120 km/h abgesenkt: Zwischen der östlichen Anbindung und dem westlichen Bahnsteigende am Haltepunkt Gateway Gardens auf 110 km/h, im weiteren Verlauf bis zum Regionalbahnhof auf 90 km/h.
Unabhängig davon ist im Rahmen der Überlegungen zu Regionaltangente West (RTW) von Neu-Isenburg Mitte nach Bad Homburg einerseits und dem Nordwestzentrum andererseits eine Verbindung zur Flughafenschleife angedacht, die westlich der Tunnelausfahrt kurz vor der Kurve zum Bahnhof Kelsterbach ansetzen soll.